# جريجوري بوتيمكين
الأمير جريجوري ألكساندروفيتش بوتيمكين تافريتشكسي ((بالروسية: Григо́рий Алекса́ндрович Потёмкин-Таври́ческий)‏، آر جريجوري ألكساندروفيتش بوتيومكين تافريتشيسكي؛  – ،) كان قائدًا عسكريًا روسيًا ورجلًا من رجال الدولة ونبيلًا، كما كان مفضلًا عند كاثرين العظيمة. مات أثناء مفاوضات معاهدة جاسي، التي وضعت نهاية للحرب التي شهدها مع الإمبراطورية العثمانية.
وُلِدَ بوتيمكين لعائلة متوسطة الدخل من النبلاء مُلاك الأراضي. ونال انتباه كاثرين حين ساعدها في الانقلاب عام 1762، ثم أثبت جدارته وتميز من بعد ذلك كقائد عسكري في الحرب التركية الروسية (1768–1774). وأصبح حبيبًا لكاثرين ومفضلاً لديها ومن المحتمل أنه كان يرافقها. وبعد أن خمدت عاطفتهما، ظل لها صديقًا لمدى الحياة ورجل الدولة المُفضل لديها. ومنحته كاثرين لقب أمير إمبراطورية رومانيا المقدسة وأعطته من بين آخرين عديدين لقب أمير الإمبراطورية الروسية : فكان أميرالاً عظيمًا وقائد القوات غير النظامية التي تحمي أراضي روسيا. ومن أبرز إنجازاته الضم السلمي لشبه جزيرة القرم في عام (1783) والحرب الروسية التركية الثانية الناجحة، والتي استمرت من عام 1787 وحتى 1792. وشجع انهيار القبضة العثمانية عن إقليم إزميل، والذي خطط له ونفذه بوتيمكين، جافريلا ديرزهافين وأوسيب كوزولفسكي في كتابة أول نشيد وطني لروسيا «لنجعل صوت انتصارنا يعلو فوق صوت الرعد!».
وفي عام 1774، تولى بوتيمكين منصب الحاكم العام لأقاليم روسيا الجنوبية الجديدة. وكأي حاكم مستبد، عَمِلَ على استعمار السهوب البرية، وتعامل بحزمٍ شديد مع القوزاق المقيمين هناك. وأسس عدة بلدات هي خيرسون ونيكولييف وسيفاستوبول ويكاترنيوسلاف (المعروفة الآن بـ دنيبروبتروفسك). وأصبحت الموانئ في هذه المنطقة قاعدة لـ أسطول البحر الأسود الجديد الذي نظمه. وارتبط حكمه في الجنوب بـ «قرية بوتيمكين»، واستند البناء فيها إلى طريقة خيالية أشبه بمكيدة، وهي بناء القلاع المرسومة لتشبه القرى الحقيقية. واشتهر بوتيمكين بحبه للنساء، ولعب القمار والثراء؛ وشهد تشييد العديد من المباني التاريخية المهمة، منها قصر تاوريد في سانت بيترزبرج. وبعد وفاته بقرن، تمت تسمية بارجة بوتيمكين على اسمه، وهي بارجة حربية برزت في الثورة الروسية التي اندلعت في عام 1905، وقد تناولها العمل الروائي المعروف باسم بارجة بوتيمكين (The Battleship Potemkin)، والذي ألفه الكاتب سيرجي آيزنشتاين.

## الحواشي
1. ↑  A number of dates as late as 1742 have been found on record; the veracity of any one is unlikely to be proved. This is his "official" birth-date as given on his tombstone.

## وصلات خارجية
- جريجوري بوتيمكين على موقع الموسوعة البريطانية (الإنجليزية)

- Douglas Smith, Love and Conquest: Personal Correspondence of Catherine the Great and Prince Grigory Potemkin